# Assemblée constituante d'Extrême-Orient

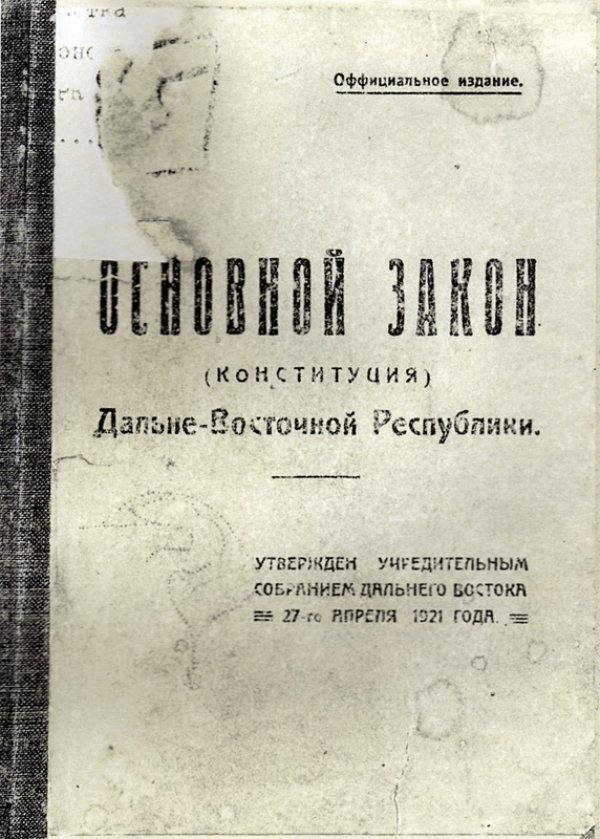
Constitution de la république d'Extrême-Orient (couverture, 1921).

L'assemblée constituante d'Extrême-Orient (en russe : Учредительное Собрание Дальнего Востока) ou l'assemblée constituante de la république d'Extrême-Orient (en russe : Учредительное Собрание Дальневосточной республики) était l'organe législatif suprême de la république d'Extrême-Orient, État tampon de la guerre civile russe.

## Histoire
Les élections ont eu lieu du 9 au 11 janvier 1921, elles se sont déroulées au suffrage universel, égal et direct avec un scrutin secret selon un système proportionnel. Au total, environ 50 % des électeurs ont pris part aux élections. L'Assemblée constituante commença ses travaux le 12 février 1921 à Tchita. 381 députés sur 427 élus ont pris part à la première séance.
La composition de l'Assemblée constituante au premier jour de travail était la suivante (382 députés) :
| Parti/faction               | Nombre | Parti/faction                     | Nombre |
| --------------------------- | ------ | --------------------------------- | ------ |
| faction paysanne bolcheviks | 183    | faction bouriate-mongol           | 13     |
| Bolcheviks                  | 92     | cadets                            | 8      |
| faction paysanne mencheviks | 44     | Social-révolutionnaires sibériens | 6      |
| Sociaux-révolutionnaires    | 18     | Socialistes du peuple             | 3      |
| Mencheviks                  | 14     | Indépendants                      | 1      |

Une Commission constitutionnelle a été créée pour préparer la Loi fondamentale. Commission Constitutionnelle, basée sur la Constitution de la RSFSR de 1918 ; sur les textes des constitutions de certains autres pays (par exemple, la Constitution américaine de 1787) ; sur la base des lois constitutionnelles de la République d'Extrême-Orient et de ses déclarations politiques, du projet de Constitution provisoire de la République d'Extrême-Orient de 1920 et des actes constitutionnels de l'Assemblée populaire provisoire de la République d'Extrême-Orient, a préparé un projet de constitution de la République d'Extrême-Orient. République de l'Est. Lors d'une réunion du 23 au 27 avril 1921, l'Assemblée constituante a discuté et adopté la Loi fondamentale de la République d'Extrême-Orient.
La Constitution de la République d'Extrême-Orient prévoyait une économie mixte, la formation d'une société civile, un système multipartite, fixait la séparation des pouvoirs, affirmait les droits et libertés des citoyens, ainsi que l'État de droit. La section importante de la « Loi fondamentale » « Sur les citoyens et leurs droits » précédait la section « Sur les autorités ». La Constitution de la République d'Extrême-Orient a aboli la division de classe de la société, établi l'égalité de tous les citoyens devant la loi, garanti la liberté d'expression, de presse, de conscience, l'expression de sa propre opinion, la création de syndicats et de sociétés, dans les cas où ils ne poursuivent pas les objectifs poursuivis en vertu des lois pénales du pays. Tous les citoyens devaient obéir à la loi et pouvaient faire tout ce qui n'était pas interdit par la loi.

En république d’Extrême-Orient, la propriété privée a été préservée en tant qu’institution ; les grandes entreprises industrielles n’ont pas été nationalisées. Seules les entreprises individuelles étaient confisquées, dans les cas où elles appartenaient à des contre-révolutionnaires. En république d'Extrême-Orient, aucun monopole d'État sur le commerce extérieur n'a été établi. Les banques n'ont pas été nationalisées et sont restées entre des mains privées. Le jury et certaines anciennes institutions juridiques, abolies par les décrets soviétiques sur le tribunal, ont été conservés . Le recours à la main-d'œuvre salariée était autorisé, il était réglementé par la loi en établissant une norme de conditions de travail. Une réforme monétaire a été menée et le rouble a été introduit sur la base de l'étalon-or.
Selon les historiens modernes :
À cette époque et pendant les 70 années suivantes, c'était la seule tentative [en Russie] de créer un organe législatif qui serait en fait l'organe suprême du pays et adopterait des lois de manière indépendante.